# Танкодесантные корабли типа «Ньюпорт»
Танкодесантные корабли типа «Ньюпорт» — улучшенный тип танкодесантных кораблей (ТДК) построенный для ВМС США. Корабли обеспечивали существенные преимущества перед кораблями времён Второй мировой войны. Всего было построено 20 кораблей, из которых 12 затем проданы иностранным флотам, а остальные восемь сняты с вооружения.

## История
Строительство кораблей типа «Ньюпорт» означало кардинальный отход от традиционной концепции десантных кораблей Второй мировой войны с двустворчатым носовым шлюзом. Они были оснащены носовой аппарелью с максимальной нагрузкой 75 тонн, которая  опускалась и поднималась с помощью 40-тонного П-образного подъёмного крана. Это позволило изменить традиционный для десантного корабля плоскодонный корпус, придав ему в носовой части очертания эсминца и достичь скорости 20 и более узлов, характерной для современных десантных соединений. Кроме того, корабли также имели кормовой шлюз, позволявший загружать и спускать на воду гусеничные плавающие бронетранспортёры
Корабли этого типа стали первыми десантными кораблями, оснащёнными  носовыми подруливающими устройствами. Подруливающие устройства одновинтовые, с винтами регулируемого шага.
Стоимость единицы — 12,5 млн $ в ценах 1996 года.

## Единицы
| Названиеe          | Бортовой номер | Строитель                   | В строю   | Судьба                                                             | Ссылка           |
| ------------------ | -------------- | --------------------------- | --------- | ------------------------------------------------------------------ | ---------------- |
| Newport            | LST-1179       | Philadelphia Naval Shipyard | 1969–1992 | Продан Мексике, «Papaloapan» (ARM A-411)                           | [Шаблон:NVR url] |
| Manitowoc          | LST-1180       | Philadelphia Naval Shipyard | 1970–1993 | Продан КНР, «Chong ho» (LST-232)                                   | [Шаблон:NVR url] |
| Sumter             | LST-1181       | Philadelphia Naval Shipyard | 1970–1993 | Продан КНР, «ChongPing» (LST-233)                                  | [Шаблон:NVR url] |
| Fresno             | LST-1182       | National Steel & SB         | 1969–1993 | Потоплен во время учебных стрельб 2014-09-15                       | [Шаблон:NVR url] |
| Peoria             | LST-1183       | National Steel & SB         | 1970–1994 | Потоплен во время учебных стрельб 2004-12-07                       | [Шаблон:NVR url] |
| Frederick          | LST-1184       | National Steel & SB         | 1970–2002 | Продан Мексике, «Usumacinta» (ARM A-412), 2002-11-22               | [Шаблон:NVR url] |
| Schenectady        | LST-1185       | National Steel & SB         | 1970–1993 | Потоплен во время учебных стрельб 2004-11-23                       | [Шаблон:NVR url] |
| Cayuga             | LST-1186       | National Steel & SB         | 1970–1994 | Продан Бразилии, «Mattoso Maia» (G-28)                             | [Шаблон:NVR url] |
| Tuscaloosa         | LST-1187       | National Steel & SB         | 1970–1993 | Потоплен во время учебных стрельб 2014-07.                         | [Шаблон:NVR url] |
| Saginaw            | LST-1188       | National Steel & SB         | 1971–1994 | Продан Австралии, «Kanimbla», 1994-2011                            | [Шаблон:NVR url] |
| San Bernardino     | LST-1189       | National Steel & SB         | 1971–1995 | Продан Чили, «Valdivia» (LST 93), 1995-2010.                       | [Шаблон:NVR url] |
| Boulder            | LST-1190       | National Steel & SB         | 1971–1994 | Ожидает унилизации в Филадельфии                                   | [Шаблон:NVR url] |
| Racine             | LST-1191       | National Steel & SB         | 1971–1993 | Потоплен во время учебных стрельб 12.07.2018                       | [Шаблон:NVR url] |
| Spartanburg County | LST-1192       | National Steel & SB         | 1971–1994 | Продан Малайзии «Sri Indera Pura»' (A-1505), 1994-2010, пожар 2009 | [Шаблон:NVR url] |
| Fairfax County     | LST-1193       | National Steel & SB         | 1971–1994 | Продан Австралии, «Manoora», 1994-2011                             | [Шаблон:NVR url] |
| La Moure County    | LST-1194       | National Steel & SB         | 1971–2000 | Потоплен во время учебных стрельб 2001-07-10                       | [Шаблон:NVR url] |
| Barbour County     | LST-1195       | National Steel & SB         | 1972–1992 | Потоплен во время учебных стрельб 2004-04-06                       | [Шаблон:NVR url] |
| Harlan County      | LST-1196       | National Steel & SB         | 1972–1995 | Продан Испании, «Pizarro» (L-42), 1995-2012                        | [Шаблон:NVR url] |
| Barnstable County  | LST-1197       | National Steel & SB         | 1972–1994 | Продан Испании, «Hernán Cortés» (L-41), 1994-2009                  | [Шаблон:NVR url] |
| Bristol County     | LST-1198       | National Steel & SB         | 1972–1994 | Продан Марокко, «Sidi Mohammed Ben Abdallah» (407)                 | [Шаблон:NVR url] |

## Галерея изображений

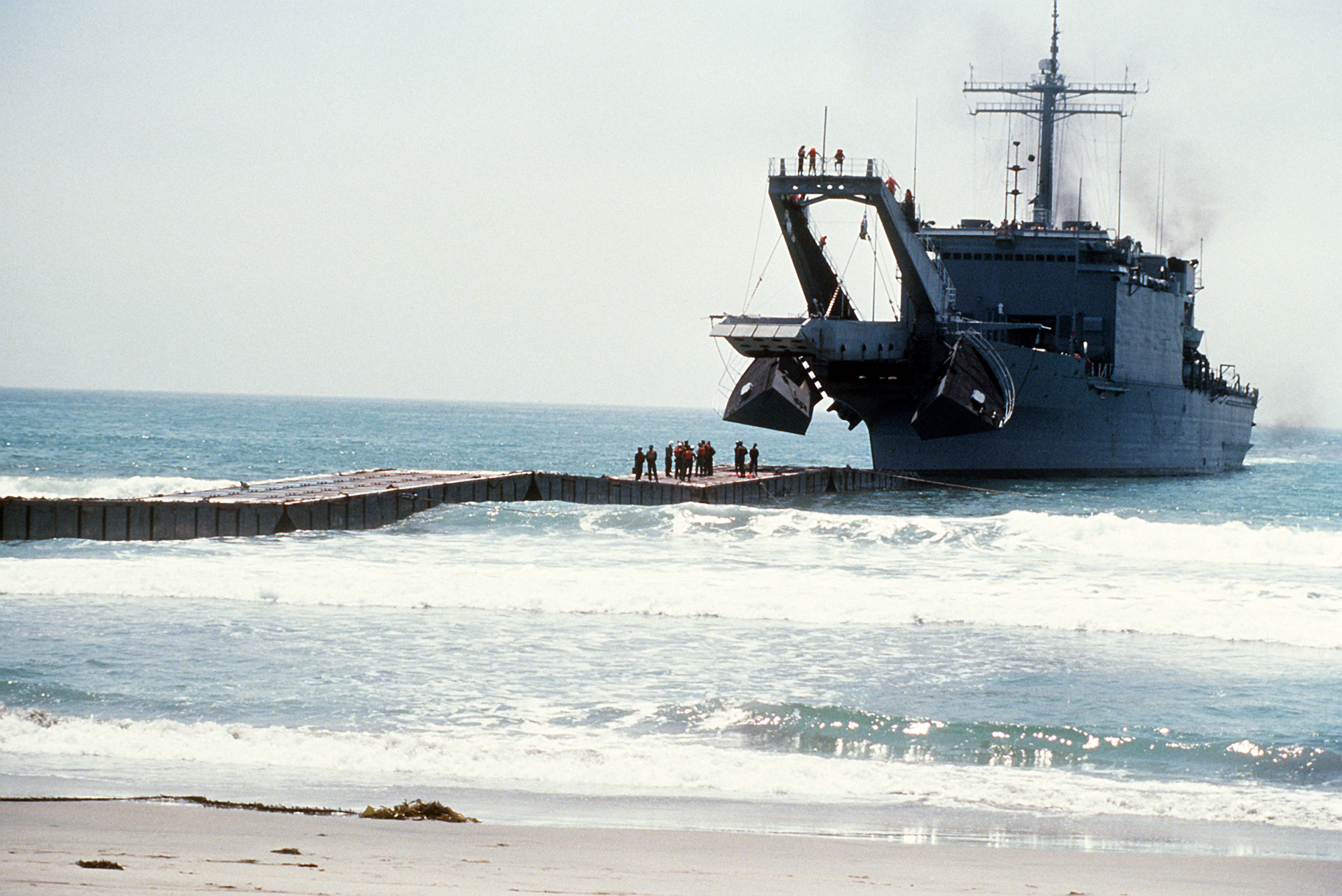
LST-1189 San Bernardino во время учений по высадке десанта, 1979
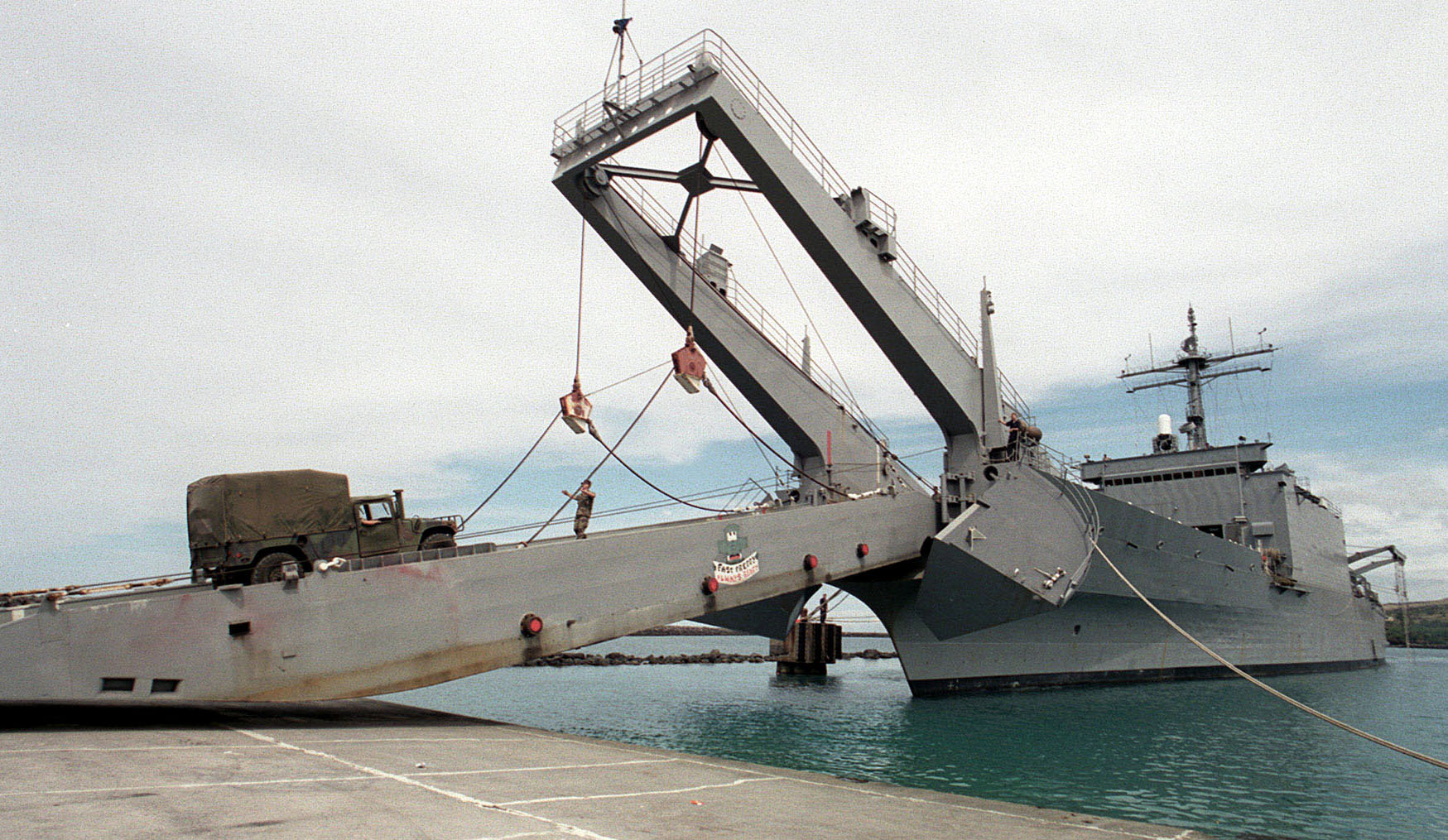
LST-1184 Frederick c опущенным носовым трапом принимает на борт морскую пехоту
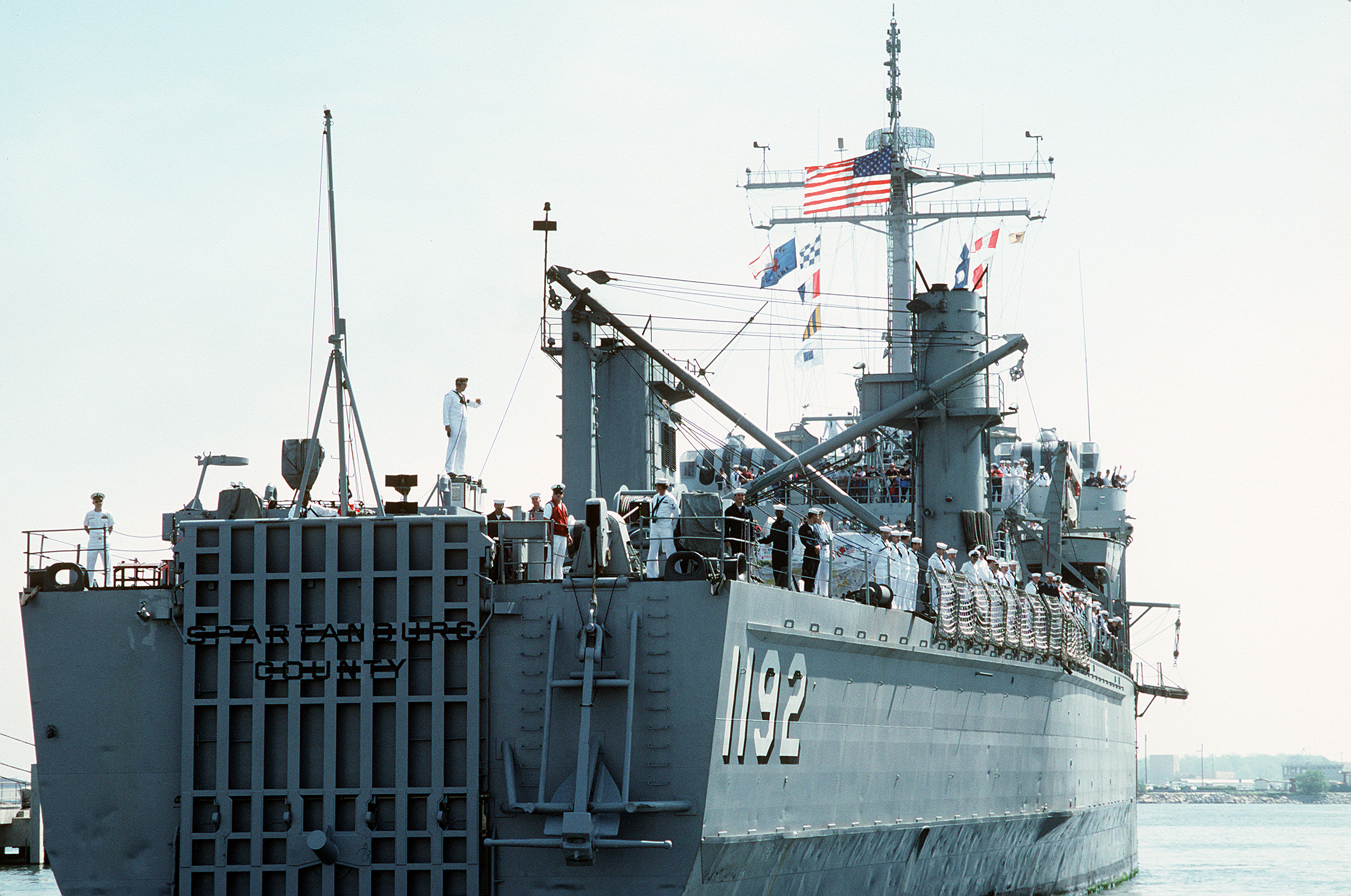
LST-1192 Spartanburg County по возвращении с операции «Буря в пустыне», 1991
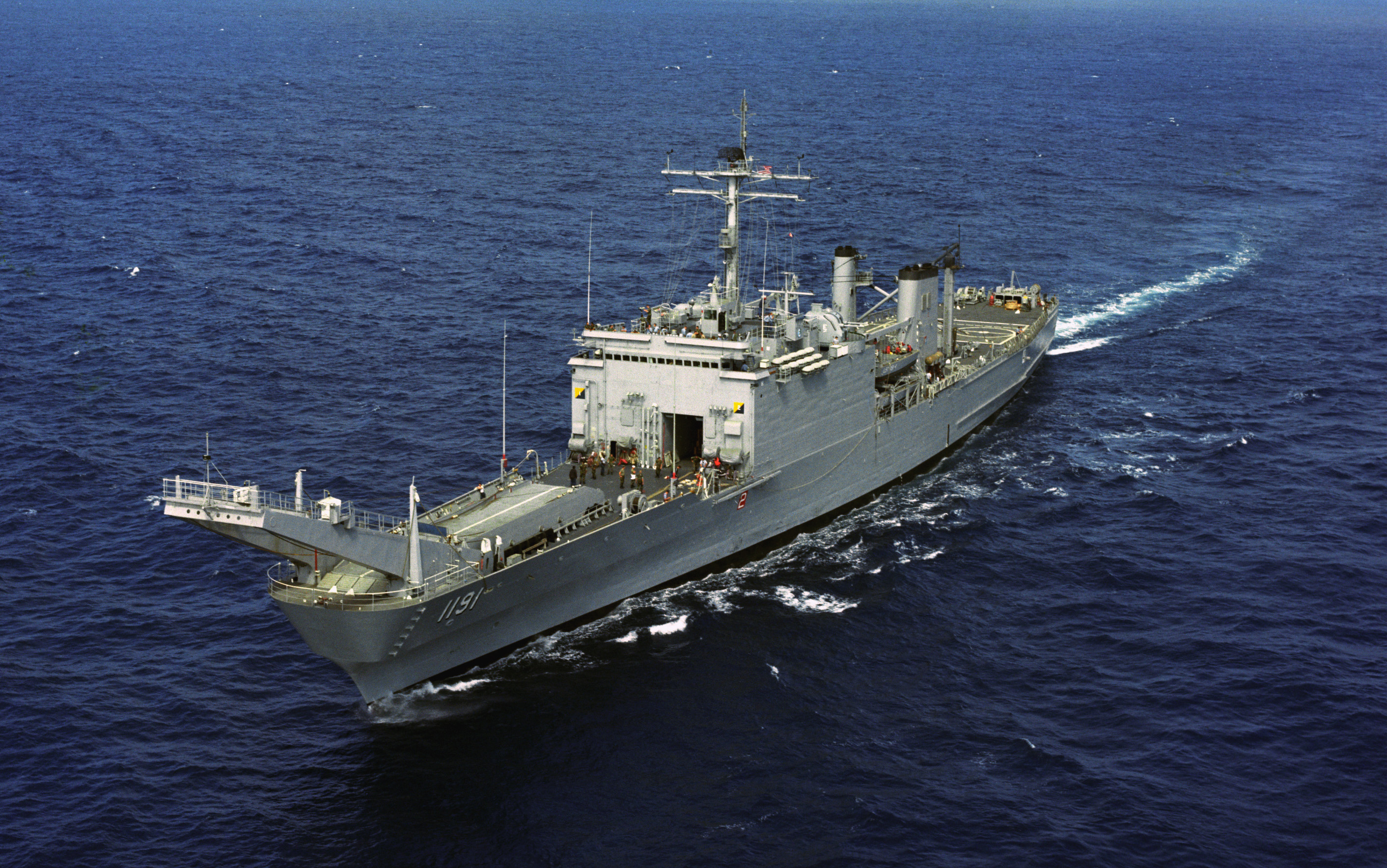
LST-1191 Racine

## В массовой культуре
Встречается в игре Operation Flashpoint: Cold War Crisis, как малый десантный корабль «Poseidon».